# Olga Nasfeter
Olga Nasfeter (* 1981 in Ulm) ist eine deutsch-polnische Theaterschauspielerin.

## Leben
Nasfeter studierte von 2003 bis 2007 am Mozarteum Salzburg Schauspiel. Nach dem Abschluss mit Diplom trat sie in den Verband der Wuppertaler Bühnen. Von dort wechselte sie 2009 ans Theater Augsburg, wo sie bis 2013 blieb, um danach ans Badische Staatstheater Karlsruhe zu gehen.

## Theatrografie (Auswahl)
- 2007: Urfaust (als Gretchen)
- 2008: Nachtblind (als Leyla)
- 2009: Herr Puntila und sein Knecht Matti; Regie: Jay Scheib
- 2010: Motortown; als Marley, Regie: Markus Trabusch
- 2012: Die schmutzigen Hände (als Olga)
- 2012: Der Kaktus (als Polizeianwärterin Susi)
- 2013: Im Dickicht der Städte (als Marie Garga)
- 2013: Bernarda Albas Haus (als Martirio)
- 2014: Die Weihnachtsgans Auguste (als Auguste)

## Filmografie
- 2010: Was es ist
- 2011: Großstadtrevier (Fernsehserie, Folge: Freifahrt)
- 2013: Der Kriminalist (Fernsehserie, Folge 8x3)